# 布雷肯里奇山
66°37′S 53°41′E / 66.617°S 53.683°E
布雷肯里奇山是南極洲的山峰，位於恩德比地，屬於內皮爾山脈的一部分，處於大霍納肯山以南4英里，海拔高度2,050米，該山峰由挪威製圖師根據該國探險隊被繪入地圖。

## 外部連結
- United States Geological Survey, Geographic Names Information System (GNIS) （页面存档备份，存于）
- Scientific Committee on Antarctic Research (SCAR)
- Composite Gazetteer of Antarctica（页面存档备份，存于）